# Максимово (Воронезька область)
Максимово (рос. Максимово) — хутір у Павловському районі Воронезької області Російської Федерації.
Населення становить 17 осіб. Входить до складу муніципального утворення Пісковське сільське поселення.

## Історія
Населений пункт розташований у межах суцільної української етнічної території, на теренах Східної Слобожанщини.
Від 1928 року належить до Павловського району, спочатку у складі Центрально-Чорноземної області, а від 1934 року — Воронезької області.
Згідно із законом від 15 жовтня 2004 року входить до складу муніципального утворення Пісковське сільське поселення.

## Населення
| 1859 | 1900 | 1906 | 1925 | 1980 | 2007 | 2009 |
| ---- | ---- | ---- | ---- | ---- | ---- | ---- |
| 510  | ↗597 | ↗676 | ↗733 | ↘29  | ↘25  | ↘22  |
| 2010 |      |      |      |      |      |      |
| ↘17  |      |      |      |      |      |      |